# Brownea disepala
Brownea disepala är en ärtväxtart som beskrevs av Elbert Luther Little. Brownea disepala ingår i släktet Brownea och familjen ärtväxter. Inga underarter finns listade i Catalogue of Life.